# (100758) 1998 FH7
(100758) 1998 FH7 es un asteroide perteneciente al cinturón de asteroides descubierto el 20 de marzo de 1998 por el equipo del Spacewatch desde el Observatorio Nacional de Kitt Peak, Arizona, Estados Unidos.

## Designación y nombre
Designado provisionalmente como 1998 FH7.

## Características orbitales
1998 FH7 está situado a una distancia media del Sol de 2,281 ua, pudiendo alejarse hasta 2,583 ua y acercarse hasta 1,979 ua. Su excentricidad es 0,132 y la inclinación orbital 5,637 grados. Emplea 1258,67 días en completar una órbita alrededor del Sol.

## Características físicas
La magnitud absoluta de 1998 FH7 es 15,8. 